# Megatriorchis doriae
El azor de Doria (Megatriorchis doriae) es a una especie de ave accipitriforme de la familia Accipitridae y es el único miembro del género Megatriorchis. Es endémico de las selvas tropicales de Nueva Guinea y la isla de Batanta (Nueva Guinea occidental). Su dieta consiste principalmente de aves, incluyendo el ave del paraíso pequeña (Paradisaea minor) y otros pequeños animales. 